# 러브로마
『러브로마』는 토요다 미노루의 만화. 고단샤의 ‘월간 애프터눈'에 연재되었고 5권의 단행본으로 출간되었다. 국내에서는 세미콜론에서 5권으로 출간.

## 개요
『러브로마』는 지난 2002년 코단샤의 ‘애프터눈 봄 사계대상'에서 대상을 수상한 동명의 단편을 기본으로 하여 2003년부터 2005년까지 월간 《애프터눈》에 연재되었던 토요다 미노루의 출세작 겸 대표작. 지나치게 솔직한 소년 '호시노 하지메'와 지나치게 씩씩한 소녀 '네기시 유미코', 그리고 두 사람을 주변의 여러 유쾌한 친구들이 다 함께 펼치는 학원 러브 코미디이다. 이 작품은 동시대의 여타 작품들과 명백히 구분되는 개성적인 필치와 독특한 감성을 통해 여러 독자들과 동료 작가들을 매료시키며 큰 호평을 이끌어낸 바 있다.

## 단행본
토요다 미노루『러브로마』 세미콜론
1. 1권 (2010년, ISBN 978-89-8371-585-2)
2. 2권（2011년, ISBN 978-89-8371-586-9)
3. 3권（2011년, ISBN 978-89-8371-587-6)
4. 4권（2012년, ISBN 978-89-8371-588-3)
5. 5권（2012년, ISBN 978-89-8371-589-0)
6. 세트(1~5권) (2012년, ISBN 978-89-8371-569-2)